# Huremi
Huremi su naseljeno mjesto u sastavu općine Srebrenik, Federacija Bosne i Hercegovine, BiH.

## Povijest
Osamostalilo se je 1971. izdvajanjem iz naselja Špionice Donje.